# Palatul Saxon
Palatul Saxon (poloneză: Pałac Saski w Warszawie) - palat distrus în stil clasic, care se găsea în Varșovia între grădina saxonă și piața Piłsudski. 
După 1661, palatul a fost construit de către Jan Andrzej Morsztyn în stil baroc. În 1713 palatul s-a aflat în posesia familiei nobiliare lui August al II-lea. În 1724 palatul a devenit reședință regală. În 1808-1816, palatul a devenit proprietatea regilor saxoni. Din toamna anului 1810 Mikołaj Chopin a activat didactic în liceul din cadrul palatului. Iar cu familia lui a trăit în palat între 1810-1817.
În timpul celui de-al Doilea Război Mondial clădirea a fost distrusă de armatele germane. Restaurarea acesteia a fost îndelung amânată. Din el s-au păstrat doar trei arcade, sub care se găsește Mormântul Ostașului Necunoscut.